# Compagnie des Suisses de Monsieur le comte d’Artois

Monsieur le comte d'Artois in der Uniform des Colonel général der Gardes suisses

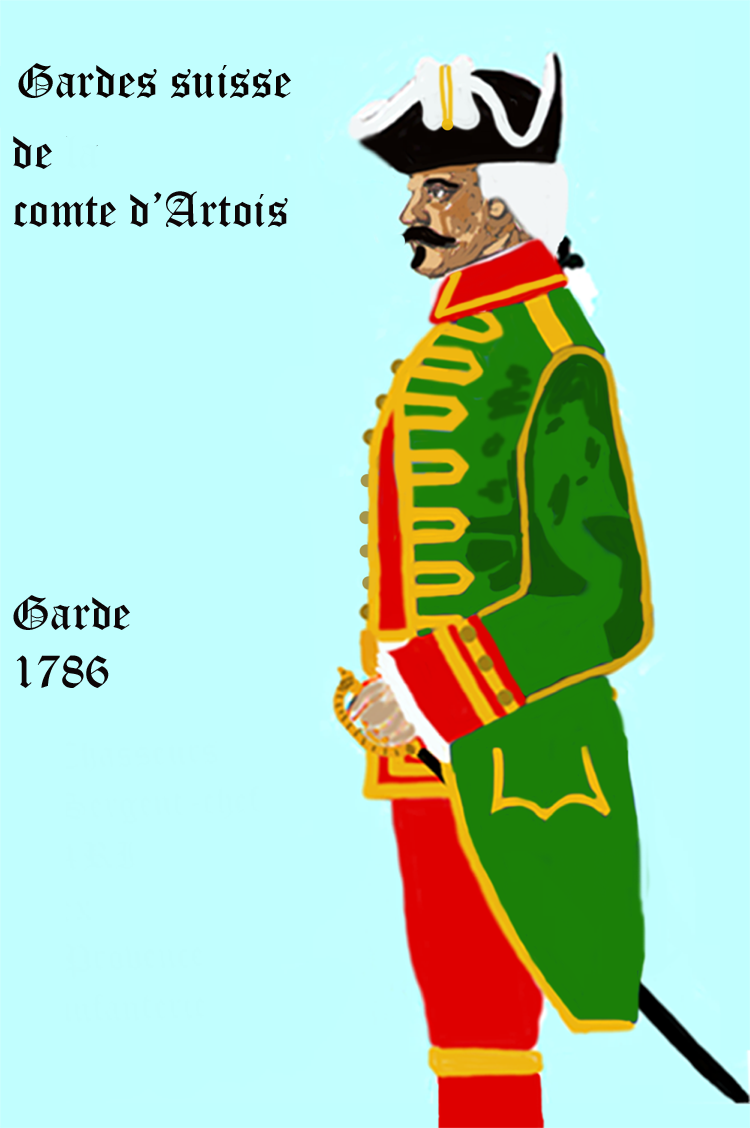
Gardist in Hofdienstuniform

Die Compagnie des Suisses de Monsieur le comte d’Artois war eine Gardeformation, die von Ludwig XV. für seinen Enkel, den späteren König Karl X. 1773 aufgestellt wurde.

## Vor 1789

### Die Aufstellung der Kompanie
In den Jahren 1771 und 1773 genehmigte Ludwig XV. die Aufstellung von je einer Kompanie Schweizergarde für seine beiden Enkel. Der Jüngere der beiden, der Comte d'Artois (Graf von Artois) erhielt die „Compagnie des Suisses de Monsieur le comte d’Artois“, eine Infanterieeinheit, die 1780 54 Mann stark war. Um in die Garde aufgenommen zu werden, musste jeder Offizier eine Mindestgrösse von 5 pieds und 5 pouces (1 pied = 33 cm und 1 pouce = 27, 07 mm – also gesamt 178 cm) haben – wobei die Durchschnittsgrösse der französischen Männer jener Zeit bei 162 cm lag. Weitere Bedingungen waren, von guter Gesundheit, ein „schönes Gesicht“, von edlem Auftreten und aus einer begüterten oder sonst außergewöhnlichen Familie des Hochadels kommend.
Auch die Angehörigen der unteren Ränge (deuxieme classe) waren von Adel.
Die Dienstgrade unterschieden sich völlig von denen der Linientruppe. Ein Capitaine aus einem Linienregiment  wechselte als einfacher Sergent-major in die Garde du corps. Selbst der Comte d'Artois war nur ein gewöhnlicher Capitaine in seiner Garde. Es war eine außergewöhnliche Ehre, in der Garde des Bruders des (späteren) Königs zu dienen.
Der Comte d’Artois genoss wegen seiner militärischen Verdienste bei der Truppe hohes Ansehen.
Im Alter von 15 Jahren wurde er zum Colonel général der Schweizergarde ernannt, sehr zum Missfallen all derer die selbst auf diesen einträglichen Posten gehofft hatten. Er spürte seine Berufung zum Krieger und nahm seine Sache sehr ernst, indem er regelmäßig an den Übungen seiner Schweizergarde teilnahm. Dieser Eifer erschien den Bourbonen unpassend, da sie es nicht liebten, wenn sich ihre Nachkommenschaft allzu sehr in militärischen Angelegenheiten engagierte.
Entweder im Auftrag von Louis XV. oder auf eigene Initiative, sagte der Minister Maurepas zu dem jungen Colonel:

„Sie finden viel Reiz an den Manövern, Monseigneur? Dies ist einem Prinzen nicht angemessen. Amüsieren Sie sich auf eine andere Weise, machen Sie Schulden – wir werden dafür aufkommen.“

Dieser Rat fiel auf fruchtbaren Boden. Er wurde leichtfertig und verschwenderisch und legte das Wesen des Soldaten ab.

## Details
Der Sold war deutlich höher als in einem Provinz- oder Linien-Regiment und die finanziellen Vorteile waren mannigfaltiger Art, so z. B. das Salär  für Unterkunft und Verpflegung. Die medizinische Versorgung war sichergestellt und kostenfrei. Die Offiziere waren jung, von guter körperlicher Konstitution und selten im Krankenstand. Einer der Ärzte im Maison du comte d’Artois war Jean-Paul Marat. Die Ärzte erhielten  ein Salär von 2000 Livres jährlich, was dem Kost- und Logiergeld für einen Capitaine entsprach.

### Personal
1 Der Comte d'Artois als Capitaine
1 Medecien (Regimentsarzt)
2 Lieutenants
1 Quartier-maître trésorier im Range eines Sous-lieutenant
2 Porte-drapeaux
4 Adjutants (als Offiziers-Stellvertreter)
2 Fourriers (Furiere)
1 Maître-aumônier (Regimentsgeistlicher)
1 Commissaire de guerre (Kriegskommissar)
1 Maître-auteur (Schreiber)
4 Caporals (Unteroffiziere)
1 Tambour (Trommler)
28–34 Gardisten

## Nach 1789

### Emigration
Im Juli 1789 emigrierte der Bruder des Königs mit einem Passeport von La Fayette in die Österreichischen Niederlande. Dabei begleiteten ihn nur noch eine kleine Anzahl seiner Gardisten. Diese wurden zwar noch einige Monate mehr oder weniger regulär bezahlt, mussten dann jedoch das Unglück und die Misserfolge ihres Chefs teilen.
Die „Compagnie des Suisses de Monsieur le comte d’Artois“ wurde offiziell am 25. Juni 1791 aufgelöst. Wie viele der Angehörigen der Kompanie da überhaupt noch im Dienst standen, ist nicht überliefert.

### Restauration
Im Zuge der Restauration errichtete der Comte d’Artois im Jahre 1814 eine ansehnliche Ehrengarde (Garde d'honneur), die jedoch der französischen Schweizergarde glich.

## Fussnoten
1. ↑  Georges Bordonove, Charles X, éditions Pygmalion.